# Desire Oparanozie
Ugochi Desire Oparanozie (Owerri, 17 dicembre 1993) è un'ex calciatrice nigeriana, di ruolo attaccante.
Nella sua lunga carriera ha giocato, oltre che nel paese natio, nei campionati francese, russo, tedesco, turco e cinese, term,inandola in quest'ultimo con due trofei nazionali. Ha inoltre indossato la maglia della nazionale nigeriana sia a livello giovanile che con la nazionale maggiore disputando con quest'ultima, vincendoli, quattro Coppe d'Africa di categoria e altrettanti Mondiali raggiungendo gli ottavi di finale nelle edizioni di Francia 2019 e  Australia & Nuova Zelanda 2023.

## Carriera

### Club
Oparanozie inizia la carriera nel proprio paese, giocando nelle giovanili del Bayelsa Queens fino al 2008 per essere da quell'anno inserita in rosa nella prima squadra iscritta alla Nigerian Women Football League, massimo livello del campionato nigeriano e dove rimane fino al 2010, prima di trasferirsi al Delta Queens di Asaba. Con la squadra dello stato federato del Delta rimane le due successive stagioni tranne un breve periodo in Europa, conquistando il titolo di Campione della Nigeria 2010-2011 e 2011-2012. La sua prima parentesi estera dura due soli mesi dove viene ceduta all'inizio del 2011 con la formula del prestito al Düvenciler Lisesispor, squadra turca che milita in Kadınlar 1. Futbol Ligi, massimo livello del campionato turco, prima del suo ritorno al Delta Queens.
Nel settembre 2012 decide di trasferirsi nuovamente in Europa sottoscrivendo un accordo con il Rossijanka di Krasnoarmejsk, nell'Oblast' di Mosca, campione di Russia in carica, con il quale fa il suo esordio in Vysšij Divizion, massima serie del campionato russo, dandole inoltre l'occasione di debuttare in UEFA Women's Champions League durante la stagione 2012-2013, il 1º novembre 2012, nella partita di andata degli ottavi di finale vinta sulle ceche dello Sparta Praga per 1-0 con una sua rete siglata al 12'. Oparanozie rimane fino al termine della stagione 2012-2013 congedandosi dal Rossijanka con tabellino personale di 2 reti siglate su 11 incontri disputati.
Durante il calciomercato estivo 2013 coglie l'occasione offertale dal Wolfsburg firmando un contratto biennale per giocare nel campionato tedesco con la squadra che ha appena ottenuto un treble misto, campionato, coppa e Champions League.
Oparanozie trova però poco spazio, venendo utilizzata in prima squadra una sola volta durante la stagione di Frauen-Bundesliga 2013-2014 mentre è più spesso inserita in rosa con la squadra II che partecipa alla 2. Frauen-Bundesliga. Delusa e consapevole che la situazione avrebbe scarse possibilità di una positiva evoluzione, nell'inverno, prima del termine del girone d'andata, decide di lasciare il club tedesco. Il 21 febbraio 2014, Oparanozie si trasferisce al club turco dell'Ataşehir Belediyespor tornando così a giocare in Kadınlar 1. Futbol Ligi per la seconda parte della stagione e dove segna 6 reti su 7 incontri disputati.
Esauriti gli impegni in Turchia, durante l'estate 2014 formalizza un contratto con l'EA Guingamp per giocare in Division 1 Féminine, primo livello del campionato francese per la stagione entrante e dove viene raggiunta da Evelyn Nwabuoku, sorella e suo capitano nella nazionale nigeriana, la stagione successiva.

### Nazionale
Nel 2008 Oparanozie viene convocata dalla Federazione calcistica della Nigeria per indossare la maglia della formazione Under-17; inserita in rosa nella squadra che sotto la supervisione del tecnico Felix Ibe Ukwu partecipa al Mondiale di categoria di Nuova Zelanda 2008 scende in campo su due delle tre partite disputate dalla Nigeria prima di essere eliminate nella fase a gironi.
Nel 2010 il tecnico Ndem Egan la inserisce in rosa con la formazione Under-20 impegnata all'edizione di Germania 2010 del Mondiale di categoria. Oparanozie scende in campo in tutte le sei partite disputate dalla sua nazionale fino alla finale del 1º agosto dove le padrone di casa della Germania vincono l'incontro 2-0 e il secondo trofeo nella loro storia sportiva.
Il subentrato responsabile della Under-20, Edwin Okon, la convoca per il suo secondo mondiale di categoria, Giappone 2012. Okon la impiega in tutte le sei partite che la vedranno conquistare l'accesso alla finale per il terzo posto, persa nello scontro con le pari età del Giappone.
Dal 2010 Desire Oparanozie viene convocata con nazionale maggiore e Ngozi Uche la inserisce in rosa con la formazione impegnata nel Mondiale di Germania 2011. La Nigeria, inserita nel gruppo A con Canada, Francia e Germania, riesce a superare solo le nordamericane venendo eliminate dal torne alla fase a gironi. Oparanozie in quell'occasione viene impiegata in tutte le tre partite disputate dalla sua nazionale.
Okon, passato anche lui alla nazionale maggiore, la chiama per le edizioni di Namibia 2014 e Camerun 2016 del Campionato africano, poi Coppa delle Nazioni Africane, dove festeggia con le compagne la vittoria del torneo in entrambi i casi.
Selezionata dalla federazione nigeriana per partecipare al Mondiale di Canada 2015, Oparanozie viene impiegata da Okon in tutte le tre partite giocate dalla Nigeria nella fase a gironi. Fa il suo esordio l'8 giugno 2015, al Winnipeg Stadium di Winnipeg, scendendo in campo dal primo minuto nell'incontro pareggiato 3-3 con la selezione svedese e conquistando l'unico punto della sua squadra nel torneo. Causa le altre due partite perse, 2-0 con l'Australia e 1-0 con gli Stati Uniti, Oparanozie e compagne sono costrette ad abbandonare il mondiale.

## Palmarès

### Club
- Nigerian Women Football League: 1

Delta Queens: 2010-2011, 2011-2012
- Campionato cinese: 1

Wuhan Jiangda: 2022

### Nazionale
- Coppa delle nazioni africane femminile: 4

2010, 2014, 2016, 2018